# عمارة تيرنج
عمارة تيرينج هي عمارة أثرية تقع في منطقة العتبة بوسط القاهرة , وتتكون العمارة من خمسة طوابق في أعلاها كرة تحملها 4 تماثيل . تمثل تحفة معمارية ويقال أن هذه العمارة لا يوجد مثلها سوي ثلاثة في العالم
. تم بناؤها علي يد معماري نمساوى وهو المهندس (أوسكار هورويتز) . درس العمارة في النمسا وجاء إلي القاهرة في الفترة 1913-1915 م بني خلالها المبني التجاري « تيرينج» بميدان العتبة الخضراء  كان المقاول للمشروع هو ليون رولين فيلز ومن أعمال هذا المهندس في القاهرة فيلا على إبراهيم باشا و عمارة الإيموبيليا سنة 1895 وعاش فيها الكثير من اليهود، ولذلك يطلق عليها اسم عمارة اليهود 

## العمارة الآن
تحولت الآن من عمارة أثرية إلي عمارة تجارية، حيث كل شققها أصبحت عبارة عن ورش لتصنيع الملابس، ومخازن للمحلات المنتشرة في منطقة العتبة